# Чупле
Чупле (пол. Czuple) — село в Польщі, у гміні Бонево Влоцлавського повіту Куявсько-Поморського воєводства.
У 1975-1998 роках село належало до Влоцлавського воєводства.